# Lucius Cornelius Scipio Barbatus
Lucius Cornelius Scipio Barbatus (i. e. 4. század – i. e. 3. század) római politikus, hadvezér, a patricius származású Cornelia gens tagja volt. Két fia, Cnaeus Asina és Lucius egyaránt elérte a consuli rangot.
Apját Cnaeusnak hívták, akiről közelebbit nem tudunk. I. e. 298-ban Cnaeus Fulvius Maximus Centumalus kollégájaként consuli magistraturát viselt, és Volterrae mellett legyőzte az etruszkokat a III. szamnisz háború keretében. I. e. 297-ben, majd i. e. 295-ben ismét Quintus Fabius Maximus Rullianus és Publius Decius Mus consulok alatt szolgált: először az előbbi legatusaként a szamniszok ellen, majd propraetorként a nagy offenzívában a kelták, a szamniszok és etruszkok ellen. I. e. 293-ban Lucius Papirius Cursor alatt szolgált a döntő hadjáratban.
Az eddig ismertetett életút Livius történeti munkájából ismeretes, de ellentmond neki a Scipiók síremlékében talált epitáfium-felirat, amely egy szót sem ejt etruriai győzelmekről, ellenben apuliai és samniumi hódításokat emleget. Ezen tettek valószínűleg i. e. 297-hez kötődnek.
| Elődei: Marcus Fulvius Paetinus és Titus Manlius Torquatus | Consul i. e. 298 collega: Cnaeus Fulvius Maximus Centumalus | Utódai: Quintus Fabius Maximus Rullianus és Publius Decius Mus |

## Külső hivatkozások
- Dictionary of Greek and Roman Biography and Mythology. Szerk.: William Smith. Boston, C. Little & J. Brown, 1867.
Elérhető a Michigani Egyetem Könyvtárának honlapján: I. kötet (A–D); II. kötet (E–N); III. kötet (O–Z).